# 內湖保護區反慈濟開發事件
內湖保護區反慈濟開發事件，是導因於慈濟基金會規劃於臺北市內湖區保護區內設置「慈濟內湖社會福利專區」，引發當地民眾及環保團體抗爭的事件。
陳水扁、馬英九、郝龍斌、柯文哲四位台北市長任內都未通過此開發案；在2015年初，此事件引發全台對慈濟的批評，最後在同年3月16日慈濟撤回開發案。

## 歷史
- 1997年起，慈濟基金會於臺北市內湖區保護區籌設「社會福利專區」。因需變更保護區之土地使用，大規模開發恐危及生態地質與鄰近居民安全，破壞滯洪排水功能；引起當地居民和台灣綠黨之反對，他們認為該開發區為「綠手指上的灰指甲」。此後引發內湖區居民長期與慈濟進行抗爭。2013年，慈濟委託台大水工所，做分析報告，大湖山莊集水區屬於大溝溪與慈濟園區的牛稠溪集水區不同，且有一山之隔，就算發生暴雨也很難互相影響。

- 2001年遭遇納莉風災，大雨導致淹水共奪走5條人命，慈濟基金會暫緩申請。[1]

- 2005年，慈濟基金會再度提出申請計劃，希望將4.48公頃大湖里保護區變更為「社會福利特定區」。據都市計畫書內容，在基地內建蔽率35％，保留65％的開放空間，規劃興建社福、志工發展中心大樓。 [1]同年6月，臺北市政府組成內湖慈濟開發案專案小組，進行討論。自該年7月8日起至次年12月4日止，共舉行7次專案小組會議，最後決議將此案移交台北市都市計畫審議委員會大會審議。在2007年6月14日及7月13日的兩次討論會中，均被要求退回補充內容。

- 2013年1月，內湖保護區守護聯盟在30輛公車車體登廣告，引起慈濟基金會不滿；同月15日，慈濟召開記者會呼籲立即撤下「違法」的車廂廣告，理由是「慈濟認為廣告造惡業」。內湖保護區守護聯盟理事長李日進表示，可能因為受到強大壓力，公車廣告代理商來電告知，已確定必須立即下架他們籌募資金所刊登的廣告[2]。同年3月14日舉行第8次專案小組會議，最後決議委託專家精算環境容受力，提出精確的研究報告與數據後，再重開專案小組會議討論。11月28日舉行第9次專案小組會議，最後建議提兩種計畫方案送都委會審議，第一案是將此變更案併入內湖通盤計劃檢討，第二方案則是先將主要計畫送內政部審議，細部計畫則送環評審查。

- 2014年6月26日，北市都發局向都委會報告「臺北市保護區變更處理原則」，在變更原則中明列，為發展文化、教育、慈善等公益需求，可檢討變更為特定專用區，此舉遭環團抨擊是為內湖慈濟及薇閣國小保護區變更案護航。今早環保團體數十人前來聆聽報告爭取發言，呼籲都委會委員將該處理原則刪除，以免大開保護區後門，成為財團或特定團體覬覦品。最後都委會委員會決議刪除此原則，要求北市都發局在3至6個月完成全市保護區的檢討調查及處理原則，再提都委會委員會審議[3]。10月15日，台北市都市計畫委員會召開「內湖區都市計畫通盤檢討」審查會議，其開會訊息遲至13日下午才公開，並強調不邀請陳情人或相關團體列席旁聽、不提供登記發言，引發不滿。樹黨黨員陳家宏甚至拿起滅火器狂噴，導致會議被迫中止。[4]10月16日，針對保護區通盤檢討的「全市性保護區處理原則」專案小組會議，同意兩位環保人士潘翰聲、洪美惠擔任府外委[5]。12月28日，時任台北市長柯文哲以台北市人口不會再增加，不需要再跟自然爭地、開發破壞為理由反對此案。[6]

- 2015年2月，因時任台北市長柯文哲一句「很奇怪」，引發釋昭慧法師與眾人連番論戰，再度引起話題。熱議二十多日後，慈濟於3月16日在花蓮靜思堂開記者會，宣布撤回內湖開發案申請。[7]

## 反對開發者
- 樹黨
- 台灣綠黨
- 台灣蠻野心足生態協會
- 內湖保護區守護聯盟
- 惜根台灣協會
- 白色水鳥青年陣線：2014年4月，時任台北副市長兼都委會會議主席張金鶚裁示讓開發案進入通檢，但可優先審議的折衷案。[8]引起內湖區七八年級青年不滿，而組織團體爭取保護區權益。
- 作家張曉風表示：現階段最該做的是改變思維，要懂得保留自然的地方；其實慈濟也不是壞人，也許慈濟的人脈比較好，還可以動用蔡堆替他們說話；但若是把保留地變成非保留地，是不道德也不合法的事情。[9]
- 時任台北市長柯文哲表示：遇到題目不要用個案討論，因為這牽涉到價值的問題。他認為台北市人口就壓在270萬，未來還有可能減少，不需要再跟自然爭地、開發破壞。[10]

## 支持開發者
- 慈濟功德會
- 前交通部長，時任台灣科大教授蔡堆。[11]

## 爭議事件
- 2010年，時任台灣綠黨召集人潘翰聲表示，慈濟在反對蘇花高貿然開發的立場曾與環保團體站在保護環境生態的同一陣線，但對於蘇花改的課題上慈濟卻選擇噤聲，並質疑慈濟是否因本身正在推動內湖保護區變更而被擔心被質疑兩套標準？[12]

- 2015年3月，政論節目《正晶限時批》主持人彭文正不滿慈濟功德會一邊開記者會，一邊施壓媒體老闆，要媒體配合演出「慈濟已退讓，大家到此為止」的溫馨劇，提出七點聲明並發表「你關得了正晶限時批，究竟還是會被全民限時批」的言論，與妻子李晶玉同時辭去該節目主持工作。[13]
  - 最後彭在停播時寫了公開信指出：「謹向七個月來節目中因為查證不足而傷害過的人，致上最深的歉意與敬意。因為你們的無私包容與良善，使社會有機會更透明、更進步。」
  - 資深媒體人李艷秋在中國時報發表文章－當媒體淪為仇恨發電機 （页面存档备份，存于）指出：雖然大家都知網路中缺乏是非與事實，但是媒體卻在這裡找到新養分，他們將闇黑世界裡的仇恨、撕裂、造謠、汙衊，透過影像與文字複製，無限擴散放大；媒體不再是真相的發掘者和事實的呈現者，而是仇恨羞辱的發電機。
  - 在紛擾月餘之後，中國時報社論「以慈濟可以批評 不容網路霸凌」[14] 為文指出：「批評是進步的動力，慈濟也應該被批評」；但如今幾乎所有公共議題，或是任何公私部門組織、公眾人物，只要被特定網軍鎖定，就會引發群聚的病毒效應，先是在網路上被全面妖魔化，然後媒體名嘴再跟進圍剿，「恨之欲其死」的情緒語言渲染下，不僅造成許多重要的公共議題失去了理性討論的空間，更讓許多組織或公眾人物蒙受不成比例的羞辱與摧毀。這樣的社會氛圍，不但不會推動社會進步，反而對台灣朝向更文明的公民社會邁進，造成傷害！

## 衍生事件
惜根台灣協會秘書長林子淩指出，慈濟14筆土地贈與者，是身兼慈濟基金會董監事的雙邦實業公司總經理許瑜娟，懷疑其中存在利益共生關係，不過雙邦實業公司總經理許瑜娟喊冤，自己沒有錢買土地，指控是子虛烏有，慈濟則表示董監事許瑜娟並非經商，不願意透露身分。
而後林子淩承認指控錯誤，在臉書上更正並公開道歉 （页面存档备份，存于）。
林子淩昨天在原先揭露慈濟內湖園區土地解構一文上加註，「因個資法之限制，本人縱使已極盡查證之能事，對於牽涉慈濟與其內湖園區開發案的慈濟董監事、捐地者、雙邦實業共『三個許瑜娟』極可能是同一人並牽涉有利益共生之質疑，依目前的事證，應僅有捐贈者『許瑜娟』與擔任慈濟董監事的『許瑜娟』是同一人，因此，本人在此鄭重向造成其困擾之「雙邦實業許瑜娟」女士致上最大之歉意。」
在2015年初，慈濟內湖園區開發問題引發全台對慈濟的批評，相繼引爆包括善款帳目不清、「宇宙大覺者」、靜思堂違建問題、被指募集二手衣販賣等在內的爭議話題。